# CTO (azienda)
La CTO s.p.a. (fondata originariamente come una s.r.l.) è stata un'azienda italiana, specializzata nella distribuzione di software, soprattutto videogiochi, attiva dal 1984 al 2004.
La sigla CTO sta per Computer, Telematica e Office automation.

## Storia
Fondata a Bologna nel 1984 da Marco Madrigali, ma con sede a Zola Predosa, CTO è stata una delle principali distributrici di software in Italia. L'azienda è conosciuta soprattutto per il suo operato nel settore dei videogiochi, all'interno del quale nel corso degli anni novanta e nei primi anni duemila ebbe una posizione di primaria importanza.
Il successo dell'azienda fu dovuto soprattutto alle importanti partnership che seppe stipulare: nel 1987 CTO ottenne i diritti per la distribuzione italiana dei videogiochi di Electronic Arts, mentre nel 1989 strinse un accordo analogo con la Lucasfilm Games.
In quegli anni CTO riuscì a porsi seriamente come concorrente della Leader, allora il maggiore distributore italiano, tra l'altro precedente collaboratore della Lucasfilm, che gli preferì la CTO.
Nel 1989 ci fu una grande crescita di queste aziende e la Leader era faticosamente riuscita a conquistare oltre il 70% del mercato italiano, seguita dalla CTO con il 20%.
Le collaborazioni della CTO le permisero di distribuire in lingua italiana videogiochi di successo come la serie Fifa e quella NBA Live, così come i titoli basati sull'universo di Star Wars, diverse avventure grafiche della LucasArts, come la serie di Monkey Island, Grim Fandango, i giochi ispirati ai film di Indiana Jones e i primi titoli della fortunata serie automobilistica di Need for Speed.
Nel corso degli anni novanta CTO distribuì in Italia, tra gli altri, anche i titoli prodotti da Novalogic, Wanadoo, Cryo Interactive, Infogrames e Coktel Vision. L'azienda era solita organizzare conferenze stampa per la presentazione delle novità a livello nazionale, e si occupò anche di localizzazione in italiano dei prodotti. 
Nel 2000 l'azienda aveva raggiunto una posizione predominante in Italia, con una quota di mercato del 32%. Il gioco più venduto all'epoca era FIFA 2000 con 450.000 unità. CTO era divenuta anche capogruppo con aziende consociate in Cina, controllando due aziende di accessori per computer con 350 addetti nella zona di Hong Kong. Ad aprile 2000 inoltre acquisì per 14 miliardi di lire l'80% di Planet s.r.l., un Internet provider milanese.
CTO si è occupata per alcuni anni anche della produzione di accessori per videogiochi. L'azienda entrò in tale settore nel 1999 con la creazione del marchio "Xtecnologies", mediante il quale produsse periferiche di gioco, stringendo anche degli accordi per la produzione di controller su licenza Lamborghini e Ducati. Nel 2001 si rafforzò in questa direzione, acquistando un ramo dell'azienda cinese Max Wise, e nello stesso anno entrò attivamente anche nello sviluppo e nella produzione di videogiochi mediante l'acquisizione dello sviluppatore francese Arxel Guild.
Sempre nel 2001 l'azienda si assicurò i diritti di distribuzione italiani del MMORPG La quarta profezia, il primo tradotto e ospitato ufficialmente su un server italiano, e poi del MMORPG di grande successo Dark Age of Camelot, entrambi gestiti dalla sua controllata di riferimento per il mondo online, CTOnet. Inoltre, nel 2002, l'azienda strinse un accordo con la catena di giocattoli statunitense K B Toys, attraverso il quale ebbe l'opportunità di distribuire i propri accessori anche negli Stati Uniti.
Nonostante i buoni guadagni fatti registrare a partire dalla fine degli anni novanta, che portarono l'azienda ad essere anche quotata in borsa, negli anni duemila CTO andò incontro a una forte crisi. All'origine della parabola discendente dell'azienda ci fu la decisione da parte di Electronic Arts, dopo una controversia originatasi nel 2003, di gestire in prima persona la distribuzione dei propri titoli in Italia; l'editore statunitense, tuttavia, garantiva con i suoi prodotti circa il 70% degli introiti di CTO, che, perso il suo principale partner, si ritrovò gravemente indebitata. La società non riuscì a superare la crisi interna e, di conseguenza, fu messa in liquidazione. Il 20 settembre 2004, ricevette ufficialmente la dichiarazione di fallimento emessa pochi giorni prima dal Tribunale di Bologna, segnando così la conclusione della sua attività.